# О законах
О законах (лат. De legibus) — философский трактат Марка Туллия Цицерона, посвящённый теоретическим вопросам права и государства и задуманный как продолжение трактата «О государстве».

## Содержание
Действие трактата происходит в современной автору Римской республике, участники диалога — сам Цицерон, его брат Квинт и друг Тит Помпоний Аттик. Джеймс Цетцель полагает, что у Цицерона были и политические, и литературные причины разместить трактат «О государстве» в прошлом, в то время как сочинение «О законах» касалось современных проблем римского общества, и потому его действие происходит в настоящем.
Считается, что Цицерон работал над этим трактатом приблизительно с 52 года до н. э., параллельно с завершением работы над «О государстве».
По-видимому, сочинение не было доведено до завершения.
Сохранились три книги сочинения. Пятую книгу цитирует Макробий.
Философской доктриной, оказавшей наибольшее влияние на Цицерона в этом трактате, считается стоицизм в изложении Панетия Родосского.
Наибольшее влияние на форму трактата оказал Платон: считается, что моделью для трактата Цицерона стали «Законы» греческого философа. Цицерон не скрывает преемственности с Платоном, что иногда трактуется как намеренное подражание.
Важными отличиями от трактата «О государстве» считаются конкретизация ряда расплывчатых положений первого сочинения и акцент на современности, а не на прошлом.
На фоне Платона и Аристотеля теоретические построения трактата «О законах» менее глубоки, но с большим количеством исторических примеров. Энтони Лонг отмечает, что патриотизм Цицерона, выражавшийся в обосновании политического и правового идеала ссылками на римскую практику, важен для понимания его роли первого римского философа.
Хотя Цицерон в теоретических сочинениях обычно использовал диалектический метод античных философов-скептиков (последовательное изложение противоположных точек зрения с их последующим синтезом), «О законах» и «О государстве» являются исключениями.